# Баччокки, Антонелло
Антоне́лло Баччо́кки (итал. Antonello Bacciocchi; род. 2 ноября 1957, Сан-Марино) — политический деятель Сан-Марино, капитан-регент Сан-Марино.

## Биография
Антонелло Баччокки родился в августе 1957 года. Впервые в Большой генеральный совет избирается в 1998 году по списку партии социалистов и демократов (тогда Сан-Маринской социалистической партии). В первый раз занимал пост капитана-регента страны вместе с Розой Дзафферани с апреля по октябрь 1999 года. С 1 октября 2005 года по 1 апреля 2006 года, вторично занимал вместе с Клаудио Муччоли пост капитана-регента Сан-Марино.